# Isturgia delimbaria
Isturgia delimbaria là một loài bướm đêm trong họ Geometridae.